# Parasa sinica
Parasa sinica is een vlinder uit de familie slakrupsvlinders (Limacodidae). De wetenschappelijke naam is voor het eerst geldig gepubliceerd in 1877 door Moore.
De soort komt voor in Europa.